# 수지 오닐
수전 ("수지") 오닐(Susan ("Susie") O'Neill, 1973년 8월 2일 ~ )은 전 오스트레일리아의 경쟁적 수영 선수였다. "마담 버터플라이"라는 별명으로 잘 알려졌다. 1996년 애틀랜타 올림픽에서 200m 접영, 2000년 시드니 올림픽에서 200m 자유형을 우승하였다. 돈 프레이저, 리셀 존스, 페트리아 토머스와 더불어 8개의 올림픽 메달을 획득한 오스트레일리아 여성 선수 기록을 보유하고 있다.
브리즈번에서 태어나 1990년 코먼웰스 게임에 첫 데뷔한 오닐은 모국 관중들 앞에서 열린 그녀의 마지막 올림픽까지 자신이 참여한 국제 대회에서 메달 획득에 실패하지 않았다. 시드니 올림픽 전에 2000년 오스트레일리아 선발 시합에서 오닐은 메리 T. 머허의 200m 접영 19년 세계 기록을 깼다. 그러나 경기에서는 미국의 미스티 하이맨에 의하여 패하고 말았다. 2002년 스포츠 오스트레일리아 명예의 전당에 헌액되었다.

## 같이 보기
- 올림픽 수영 여자 메달리스트 목록
- 수영 접영 200m 세계 기록 추이